# 1841 w muzyce
Wydarzenia muzyczne w 1841 roku.

## Wydarzenia
- 21 stycznia – w paryskim Théâtre Favart miała miejsce premiera opery Le guitarréro Fromentala Halévy[1][2]
- 25 stycznia – w sanktpetersburskim Teatrze Aleksandrowskim miała miejsce premiera „Tarantella” Michaiła Glinki[1][2]
- 11 lutego – w rzymskim Teatro Apollo miała miejsce premiera opery Adelia, o La figlia dell’arciere Gaetana Donizettiego[1][2]
- 6 marca – w paryskim Théâtre Favart miała miejsce premiera opery Les Diamants de la couronne Daniela Aubera[1][2]
- 13 marca – w mediolańskiej La Scali miała miejsce premiera opery Il proscritto Otto Nicolai’a[1][2]
- 20 marca – w Lipsku odbyła się premiera „Kantate zur Säkularfeier der Loge ‘Minerva zu den drei Palmen’” Alberta Lortzinga[1][2]
- 31 marca – w Lipsku w Gewandhaus miała miejsce premiera I symfonii Schumanna oraz „Allegro brilliant” op.92 Felixa Mendelssohna[1][2]
- 13 kwietnia – otwarto Operę w Dreźnie
- 19 kwietnia – w paryskiej Salle Le Peletier miała miejsce premiera opery Le comte de Carmagnola Ambroise’a Thomasa[1][2]
- 22 kwietnia – założono Mozarteum w Salzburgu
- 14 czerwca – w Bergamo odbyła się premiera kantaty „Dalla Francia un saluto t’invia” Gaetana Donizettiego[1][2]

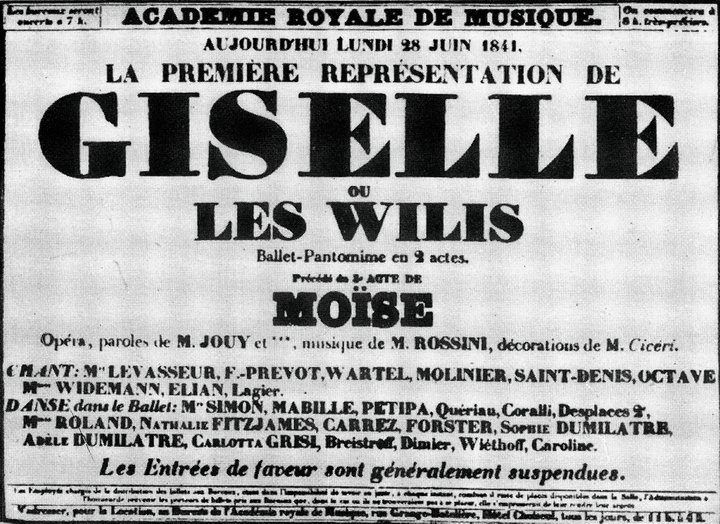
Plakat prawykonania baletu Giselle, ou Les Wilis Adolphe’a Adama 28 czerwca 1841 w Académie Royale de Musique

- 28 czerwca – w Operze paryskiej miała miejsce premiera baletu Giselle, ou Les Wilis Adolphe’a Adama[1][2]
- 3 października – w Wiesbaden odbyła się premiera „Kwartetu smyczkowego in C” W.6 Petera Corneliusa[1][2]
- 12 października – w Sankt Petersburgu odbyła się premiera „Kniaź Chołmski” Michaiła Glinki[1][2]
- 28 października – w poczdamskim Court Theatre miała miejsce premiera „Antygony” op.55 Felixa Mendelssohna[1][2]
- 30 listopada – w Jenie odbyła się premiera pieśni „Rheinweinlied” Ferenca Liszta[1][2]
- 6 grudnia – w Lipsku odbyła się premiera IV symfonii op.120 oraz uwertury „Overture, Scherzo and Finale” op.52 Roberta Schumanna, także „Studentenlied aus Goethes Faust” Ferenca Liszta[1][2]
- 22 grudnia – w paryskiej Salle Le Peletier miała miejsce premiera opery La reine de Chypre Fromentala Halévy’ego[1][2]
- 26 grudnia – w mediolańskiej La Scali miała miejsce premiera opery Maria Padilla Gaetana Donizettiego[1][2]
- 31 grudnia – w lipskim Stadttheater miała miejsce premiera opery Casanova Alberta Lortzinga[1][2]

## Urodzili się
- 5 stycznia – Henryk Dobrzycki, polski lekarz, filantrop, muzykolog i kompozytor (zm. 1914)
- 9 stycznia – Wincenty Wacław Richling-Bartoszewski, polski organista i kompozytor pochodzenia czeskiego (zm. 1896)
- 18 stycznia – Emmanuel Chabrier, francuski kompozytor (zm. 1894)
- 28 stycznia – Viktor Nessler, niemiecki kompozytor (zm. 1890)
- 30 stycznia – Giuseppe Del Puente, włoski śpiewak operowy (baryton) (zm. 1900)
- 19 lutego
  - Elfrida Andrée, szwedzka organistka, kompozytorka i dyrygent (zm. 1929)
  - Felipe Pedrell, hiszpański kompozytor pochodzenia katalońskiego, publicysta, krytyk (zm. 1922)
- 25 kwietnia – Pauline Lucca, austriacka śpiewaczka operowa (sopran) (zm. 1908)
- 28 maja – Giovanni Sgambati, włoski pianista i kompozytor (zm. 1914)
- 3 czerwca – Eduard Caudella, rumuński kompozytor operowy, skrzypek, dyrygent, pedagog i krytyk (zm. 1924)
- 8 września – Antonín Dvořák, czeski kompozytor i dyrygent (zm. 1904)
- 26 września – Maksymilian Grecki, polski kompozytor i pianista (zm. 1870)
- 11 października – Friedrich Hegar, szwajcarski kompozytor i dyrygent (zm. 1927)
- 4 listopada – Karol Tausig, polski pianista wirtuoz, kompozytor i pedagog pochodzenia czeskiego (zm. 1871)
- 7 listopada – Daniel Filleborn, polski śpiewak operowy (tenor) (zm. 1904)

## Zmarli
- 17 lutego – Ferdinando Carulli, włoski gitarzysta i kompozytor (ur. 1770)
- 13 sierpnia – Bernhard Romberg, niemiecki wiolonczelista i kompozytor (ur. 1767)
- 27 sierpnia – Ignaz von Seyfried, austriacki kompozytor, dyrygent i pedagog (ur. 1776)
- 15 września – Alessandro Rolla, włoski wirtuoz skrzypiec i altówki, kompozytor, dyrygent i pedagog (ur. 1757)
- 19 października – Domenico Barbaja, włoski impresario operowy (ur. ok. 1778)
- 28 października – Francesco Morlacchi, włoski kompozytor operowy (ur. 1784)